# ساراندی
ساراندی (به اسپانیایی: Sarandí) شهری در کشور آرژانتین، استان بوئنوس آیرس است که در سال ۲۰۰۹ میلادی، حدود ۶۰٬۷۵۲ نفر جمعیت داشته است.